# جون بينيدا
جون بينيدا (بالإنجليزية: John Pineda) هو مصارع هاوي كندي وأمريكي، ولد في 2 يوليو 1982 في سان فرانسيسكو في الولايات المتحدة.

## روابط خارجية
- جون بينيدا على موقع قاعدة بيانات المصارعة الدولية (الإنجليزية)